# Maikinsaari (ö i Norra Karelen)
Maikinsaari är en ö i Finland. Den ligger i sjön Pieni-Onkamo och i kommunen Rääkkylä i den ekonomiska regionen  Mellersta Karelens ekonomiska region  och landskapet Norra Karelen, i den sydöstra delen av landet, 400 km nordost om huvudstaden Helsingfors. Öns area är 0,2 hektar och dess största längd är 70 meter i sydväst-nordöstlig riktning.